# Yale Udoff
Yale Udoff (New York-Brooklyn, 1935 – Burbank, Kalifornia, 2018. július 19.) amerikai forgatókönyvíró, drámaíró.

## Filmjei
- The Man from U.N.C.L.E. (1967, tv-sorozat, egy epizód)
- Hitchhike! (1974, tv-film)
- Rossz időzítés (Bad Timing) (1980)
- Harmadfokú égés (Third Degree Burn) (1989, tv-film)
- A pusztítás hírnöke (Eve of Destruction) (1991)
- Against the Law (1991, tv-sorozat, két epizód)
- Mesék a kriptából (Tales from the Crypt) (1992, tv-sorozat, egy epizód)